# Немачка на Европском првенству у атлетици у дворани 2013.
Немачка је учествовала на 32. Европском првенству у дворани 2013 одржаном у Гетеборгу, Шведска, од 28. фебруара до 3. марта. Ово је било једанаесто Европско првенство у атлетици у дворани од његовог оснивања 1992. године на којем је Немачка први пут учествовала под овим именом. Репрезентацију Немачке представљало је 27 спортиста, који су се такмичили у 16 дисциплина (7 мушких и 9 женских).
На овом првенству Немачка је укупно била седма по броју освојених медаља са пет медаље од којих су једна златна, две сребрен и две бронзане. У мушкој конкуренцији је седма, а у женској је делила шесто место за представницама Шпаније. У табели успешности према броју и пласману такмичара који су учествовали у финалним такмичењима (првих 8 такмичара) Немачка је са 16 такмичара у финалу заузела 4. место са 60 бодова, од 27 земаља које су имале представнике у финалу, односно 47 земаља учесница.
На првенству постигнуто је 5 личних рекорда и 9 најбољих личних резултата сезоне.

## Учесници
| Дисциплина   | Спортисти                     | Спортисти                               |
| Дисциплина   | Мушкарци                      | Жене                                    |
| ------------ | ----------------------------- | --------------------------------------- |
| 60 м         | Јулијан Ројс                  | Верена Зајлер Татјана Лофамаканда-Пинто |
| 1.500 м      | Флоријан Орт                  | Дијана Сујев Елина Сујев                |
| 3.000 м      |                               | Корина Харер                            |
| 60 м препоне | Ерик Балнувајт Матијас Бихлер | Надин Хилдебранд                        |

| Дисциплина   | Спортисти                           | Спортисти                                     |
| Дисциплина   | Мушкарци                            | Жене                                          |
| ------------ | ----------------------------------- | --------------------------------------------- |
| Скок увис    | Матијас Хавернај                    | —                                             |
| Скок мотком  | Бјерн Ото Малте Мор Рафаел Холцдепе | Кристина Гаџијев Катарина Бауер               |
| Скок удаљ    | Кристијан Рајф Србастијан Бајер     | Мелани Баушке Штефани Вос                     |
| Троскок      |                                     | Јени Елбе                                     |
| Бацање кугле | Ралф Балтерс Марко Шмит             | Кристина Шваниц Јозефина Терлецки Шанис Крафт |
| Петобој      |                                     | Јулија Мехтиг                                 |

## Освајачи медаља (5)

### Злато (1)
- Кристина Шваниц — бацање кугле

### Сребро (2)
- Корина Харер — 3.000 м
- Бјерн Ото — скок мотком

### Бронза (2)
- Кристијан Рајф — скок удаљ
- Малте Мор — скок мотком

## Резултати

### Мушкарци
| Атлетичар        | Дисциплина   | Лични рекорд | Квалификације | Квалификације | Полуфинале           | Полуфинале           | Финале               | Финале       | Детаљи |
| Атлетичар        | Дисциплина   | Лични рекорд | Резултат      | Место         | Резултат             | Место                | Резултат             | Место        | Детаљи |
| ---------------- | ------------ | ------------ | ------------- | ------------- | -------------------- | -------------------- | -------------------- | ------------ | ------ |
| Јулијан Ројс     | 60 м         | 6,56         | 6,64          | 2. у гр 1 КВ  | 6,66                 | 4. у пф. 2 КВ        | 6,62                 | 6/22         |        |
| Флоријан Орт     | 1.500 м      | 3:39,97      | 3:43,57       | 3. у гр. 2    |                      |                      | Није се квалификовао | 10/24        |        |
| Ерик Балнувајт   | 60 м препоне | 7,60         | 7,61          | 2 у гр. 1 КВ  | 7,59 ЛР              | 2. у пф. 2 КВ        | 7,58 ЛР              | 5/27 (28)    |        |
| Матијас Бихлер   | 60 м препоне | 7,69         | 7,78          | 5. у гр. 2    | Није се квалификовао | Није се квалификовао | Није се квалификовао | 16 /27 (28)  |        |
| Матијас Хавернај | Скок увис    | 2,26         | 2,13          | 13 у гр. Б    |                      |                      | Није се квалификовао | 22 / 26 (27) |        |
| Бјерн Ото        | Скок мотком  | 5,92         | 5,75          | 1 у гр. А КВ  | 5,76                 |                      |                      |              |        |
| Малте Мор        | Скок мотком  | 5,87         | 5,60          | 3 у гр. Б кв  | 5,76                 |                      |                      |              |        |
| Рафаел Холцдепе  | Скок мотком  | 5,82         | 5,60          | 2 у гр. Б кв  | 5,61                 | 8 / 23 (25)          |                      |              |        |
| Кристијан Рајф   | Скок удаљ    | 8,10         | 8,15 ЛР       | 1 у гр. Б КВ  | 8,07                 |                      |                      |              |        |
| Сeбастијан Бајер | Скок удаљ    | 8,71 НР      | 7,91          | 4 у гр. А     | Није се квалификовао | 9 / 25               | [ мртва веза ]       |              |        |
| Ралф Бартелс     | Бацање кугле | 21,44        | 19,89         | 5. кв         | 20,16 ЛРС            | 4 / 24               |                      |              |        |
| Марко Шмит       | Бацање кугле | 20,91        | 19,78         | 7. кв         | 19,63                | 7 / 24               |                      |              |        |

### Жене
| Атлетичар                 | Дисциплина   | Лични рекорд | Квалификације | Квалификације | Полуфинале            | Полуфинале            | Финале                | Финале       | Детаљи |
| Атлетичар                 | Дисциплина   | Лични рекорд | Резултат      | Место         | Резултат              | Место                 | Резултат              | Место        | Детаљи |
| ------------------------- | ------------ | ------------ | ------------- | ------------- | --------------------- | --------------------- | --------------------- | ------------ | ------ |
| Верена Зајлер             | 60 м         | 7,15         | 7,12 =ЕРС, ЛР | 2. у гр 1 КВ  | 7,18                  | 3. у пф. 1 КВ         | 7,16                  | 7 /23 (24)   |        |
| Татјана Лофамаканда-Пинто | 60 м         | 7,23         | 7,41          | 6. у гр. 3    | Није се квалификовала | Није се квалификовала | Није се квалификовала | 17 / 23 (24) |        |
| Дијана Сујев              | 1.500 м      | 4:07,42      | 4:17,27       | 5. у гр. 2    |                       |                       | Није се квалификовала | 16 / 19 (20) |        |
| Елина Сујев               | 1.500 м      | 4:07,99      | 4:17,81       | 7 у гр. 2     | Није се квалификовала | 18 / 19 (20)          |                       |              |        |
| Корина Харер              | 3.000 м      | 8:51,04      | 9:03,41       | 2. у гр. 2 КВ | 9:00,50               |                       |                       |              |        |
| Надин Хилдебранд          | 60 м препоне | 8,00         | 8,12          | 5. у гр. 2 кв | 8.11                  | 6. у гр. 2            | Није се квалификовала | 11 / 23 (24) |        |
| Кристина Гаџијев          | Скок мотком  | 4,66         | 4,46          | 6. КВ         |                       |                       | 4,37                  | 7 / 20       |        |
| Катарина Бауер            | Скок мотком  | 4,45         | 4,45 ЛР       | 8. КВ         | 4,22                  | 8 /20                 |                       |              |        |
| Мелани Баушке             | Скок удаљ    | 6,68         | 6,19          | 14.           | Није се квалификовала | 14 / 19               |                       |              |        |
| Штефани Вос               | Скок удаљ    | 6,54         | 6,12          | 16.           | Није се квалификовала | 16 / 19               |                       |              |        |
| Јени Елбе                 | Троскок      | 14,02        | 13,88         | 7. кв         | 13,81                 | 7 / 19 (21)           |                       |              |        |
| Кристина Шваниц           | Бацање кугле | 19,79        | 18,77         | 1. КВ         | 19,25                 |                       |                       |              |        |
| Јозефина Терлецки         | Бацање кугле | 18,29        | 17,71         | 6. кв         | 18,16 ЛРС             | 6 / 16                |                       |              |        |
| Шанис Крафт               | Бацање кугле | 17,66        | 17,30         | 11.           | Није се квалификовала | 11. / 16              | [ мртва веза ]        |              |        |

Петобој
| Дисциплина   | Јулија Мехтиг | Јулија Мехтиг | Јулија Мехтиг | Јулија Мехтиг | Јулија Мехтиг | Јулија Мехтиг |
| Дисциплина   | Лич. рек.     | Резултат      | Бод.          | Плас.         | Укупно        | Плас.         |
| ------------ | ------------- | ------------- | ------------- | ------------- | ------------- | ------------- |
| 60 м препоне | 8,87          | 8,95          | 920           | 15.           |               |               |
| Скок увис    | 1,75          | 1,75 =ЛР      | 916           | 10.           | 1.836         | 14.           |
| Бацање кугле | 15,30         | 15,97 ЛР      | 926           | 1.            | 2.762         | 8.            |
| Скок удаљ    | 6,41          | 5,98 ЛРС      | 843           | 9.            | 3.605         | 8.            |
| 800 м        | 2:17,37       | 2:17,49 ЛРС   | 857           | 3.            |               |               |
| Петобој      | 4.556.        |               |               |               | 4.463 ЛРС     | 7 /13 (15)    |